# دارا اومالی
دارا اومالی (انگلیسی: Daragh O'Malley؛ زادهٔ ۲۵ مهٔ ۱۹۵۴) بازیگر، کارگردان فیلم و تهیه‌کننده تلویزیونی اهل جمهوری ایرلند است.
از فیلم‌ها یا برنامه‌های تلویزیونی که وی در آن نقش داشته‌است، می‌توان به جزیره کاتروت، شارپ، نمایش امروز، جمعه خوب طولانی، داستان‌های باورنکردنی، کال، ویدنیل و من، گریم فندنگو، هفت دلاور، قلب سرکش، شاهد خاموش، قهرمانان و خائنان، کملوت و ورا اشاره کرد.